# Diablero
Diablero ist eine mexikanische Mystery- und Horror-Serie, die auf der Romanvorlage El Diablo me obligó des mexikanischen Autors Francisco Haghenbeck basiert. Die achtteilige erste Staffel der Serie wurde von Morena Films produziert und weltweit am 21. Dezember 2018 bei Netflix veröffentlicht. Ende Januar 2020 startete die zweite Staffel der Serie.

## Handlung

### Erste Staffel
In Mexiko-Stadt werden Kinder, deren Väter Priester sind und die am 2. Februar geboren wurden, von einem Dämon entführt und ihre Mütter getötet. Auch die Tochter von Vater Ramiro Ventura, Mariana, wird entführt und ihre Mutter, mit der er eine Affäre hatte, ermordet aufgefunden. Ventura wendet sich an den Diablero Elvis Infante, der ihm verspricht, seine Tochter gegen eine angemessene Bezahlung zu finden. Gemeinsam mit seiner Schwester Keta und Nancy Gama, die in der Lage ist, Dämonen in sich aufzunehmen und zu beherrschen, machen sie sich auf die Suche nach Mariana und stellen dabei Parallelen zum Verschwinden weiterer Kinder sowie Ketas eigenem Sohn fest. Während der Suche treffen sie auf eine Gruppe weiblicher Diableras bzw. Santeras, die versuchen, Keta auf ihre Seite zu ziehen.
Eine der Diableras, Mama Chabela, selbst von einem Priester geschwängert und von diesem fast getötet worden, sammelt die Kinder bei sich und gibt vor, sie vor dem Dämon zu beschützen. Es stellt sich jedoch heraus, dass sie selbst den Dämon eingesetzt hat und die Kinder opfern möchte, um einen mächtigen Dämon zu beschwören und die Weltordnung zu verändern. Das Team um Pater Ventura und Elvis Infante stellt sich dem Dämon und es gelingt ihnen, ihn zu besiegen, wobei ihnen ein Engel zu Hilfe kommt. Ventura stirbt bei dem Kampf, kann jedoch seine Tochter Mariana retten.

### Zweite Staffel
Pater Ventura, der beim Kampf mit dem Dämon ums Leben kam, ruft Elvis Infante und sein Team aus der Unterwelt um Hilfe. Elvis, Nancy und Keta begeben sich in die Unterwelt und durch einen Pakt von Elvis Infante mit dem Fährmann können sie wieder auf die Erde kommen. Derweil jagt der Dämon Ahuizotl nach Menschen, die die von einer Diablera Lupe hergestellten Droge „Tränen des Dämonen“ zu sich genommen haben.
Der Dämon, den Elvis Infante bereits vor Jahren vernichten wollte, hat Besitz genommen von Tepoz, dem ehemaligen Schüler von Infante. Von diesem besessen hatte Tepoz im Auftrag des Konklaves auch den Sohn von Keta, Mayakén, als Säugling entführt und aufgezogen. Für Mayakén, der sich zu einem Engel entwickelt, braucht er die „Tränen des Dämonen“. Die Diableros stellen dem Dämon mit Hilfe von Lupe eine Falle und können ihn bezwingen, allerdings gelingt es ihm zu fliehen. Nancy verfolgt ihn und trifft auf den im Sterben liegenden Tepoz, dem das Konklave den Jungen entführt hat. Mayakén soll für das Konklave den letzten Engel aufnehmen und töten, damit das Gleichgewicht der Weltordnung zu Gunsten der Dämonen und des Bösen verändert wird. Das Diablero-Team dringt in das Konklave ein, kann jedoch die Schließung des Portals zu den Engeln nicht verhindern.
Aufgrund seines Vertrags mit dem Fährmann der Unterwelt stirbt Elvis Infante und seine Freunde bringen seine Asche zur Küste. Infante selbst wacht jedoch in einer Welt zur Zeit der Conquistadores wieder auf.

## Besetzung
| Rollenname               | Schauspieler              | Hauptrolle       | Synchronsprecher  |
| ------------------------ | ------------------------- | ---------------- | ----------------- |
| Vater Ramiro Ventura     | Christopher Von Uckermann | 1.01–            | Till Endemann     |
| Elvis Infante            | Horacio Garcia Rojas      | 1.01–            | Roman Wolko       |
| Nancy Gama               | Giselle Kuri              | 1.01–            | Maximiliane Häcke |
| Keta (Enriqueta) Infante | Fátima Molina             | 1.01–            | Giuliana Jakobeit |
| Isaak, El Indio          | Humberto Busto            | 1.01–            | Michael Pan       |
| Mariana                  | Cassandra Iturralde       | 1.01–            | Emilia Raschewski |
| Mama Chabela             | Dolores Heredia           | 1.03–1.08        | Andrea Aust       |
| Wences                   | Quetzalli Cortés          | 1.03–1.08, 2.03– | Rainer Fritzsche  |
| Song                     | Takahiro Murokawa         | 1.01–1.08        | Bodo Wolf         |
| Son He                   | Kya Shin                  | 1.01–1.08        | Julia Kaufmann    |
| Lupe                     | Ela Velden                | 2.01–2.06        |                   |
| Alejandro / Tepoz        | Michel Duval              | 2.01–2.06        |                   |
| Mayakén                  | Matías del Castillo       | 2.01–2.06        |                   |

## Episodenliste
Die vollständige erste Staffel der Serie wurde weltweit am 21. Dezember 2018 bei Netflix veröffentlicht. Ab dem 30. Januar 2020 waren auch alle Teile der zweiten Staffel der Serie bei Netflix verfügbar.
| Nr. (ges.) | Nr. (St.) | Deutscher Titel                  | Originaltitel                     | Regie                | Drehbuch                       |
| ---------- | --------- | -------------------------------- | --------------------------------- | -------------------- | ------------------------------ |
| 1          | 1.1       | Die Dämonen sind unter uns       | Los demonios están entre nosotros | José Manuel Cravioto | Pablo Tébar                    |
| 2          | 1.2       | Hundepfote, Herz vom Hühnchen    | Pata de perro, corazón de pollo   | José Manuel Cravioto | Pablo Tébar                    |
| 3          | 1.3       | Die verschwundenen Kinder        | Los hijos ocultos                 | José Manuel Cravioto | Pablo Tébar                    |
| 4          | 1.4       | Eine geheime Beschwörungsformel  | Conjuro arcano                    | Rigoberto Castañeda  | Pablo Tébar                    |
| 5          | 1.5       | Das Konklave                     | El cónclave                       | Rigoberto Castañeda  | Pablo Tébar                    |
| 6          | 1.6       | Eine Diablera                    | Una mujer diablera                | Rigoberto Castañeda  | Pablo Tébar                    |
| 7          | 1.7       | Vier Gräber                      | Cuatro tumbas                     | Rigoberto Castañeda  | Pablo Tébar                    |
| 8          | 1.8       | Roter Himmel                     | Cielo rojo                        | Rigoberto Castañeda  | Pablo Tébar                    |
| 9          | 2.1       | Wo ist Ventura?                  | Buscas a Ventura?                 | José Manuel Cravioto | Pablo Tébar                    |
| 10         | 2.2       | Der Ahuizotl                     | El Ahuizotl                       | José Manuel Cravioto | Verónica Marzá, José Rodríguez |
| 11         | 2.3       | Tränen des Dämonen               | Lagrimas De Demonio               | José Manuel Cravioto | Verónica Marzá, José Rodríguez |
| 12         | 2.4       | Coatlicue                        | Coatlicue                         | José Manuel Cravioto | Pablo Tébar                    |
| 13         | 2.5       | Familie sucht man sich nicht aus | Uno no escoge a la familia        | José Manuel Cravioto | Pablo Tébar                    |
| 14         | 2.6       | Der Schwarze Schlüssel           | La llave negra                    | José Manuel Cravioto | Pablo Tébar                    |

## Hintergrund

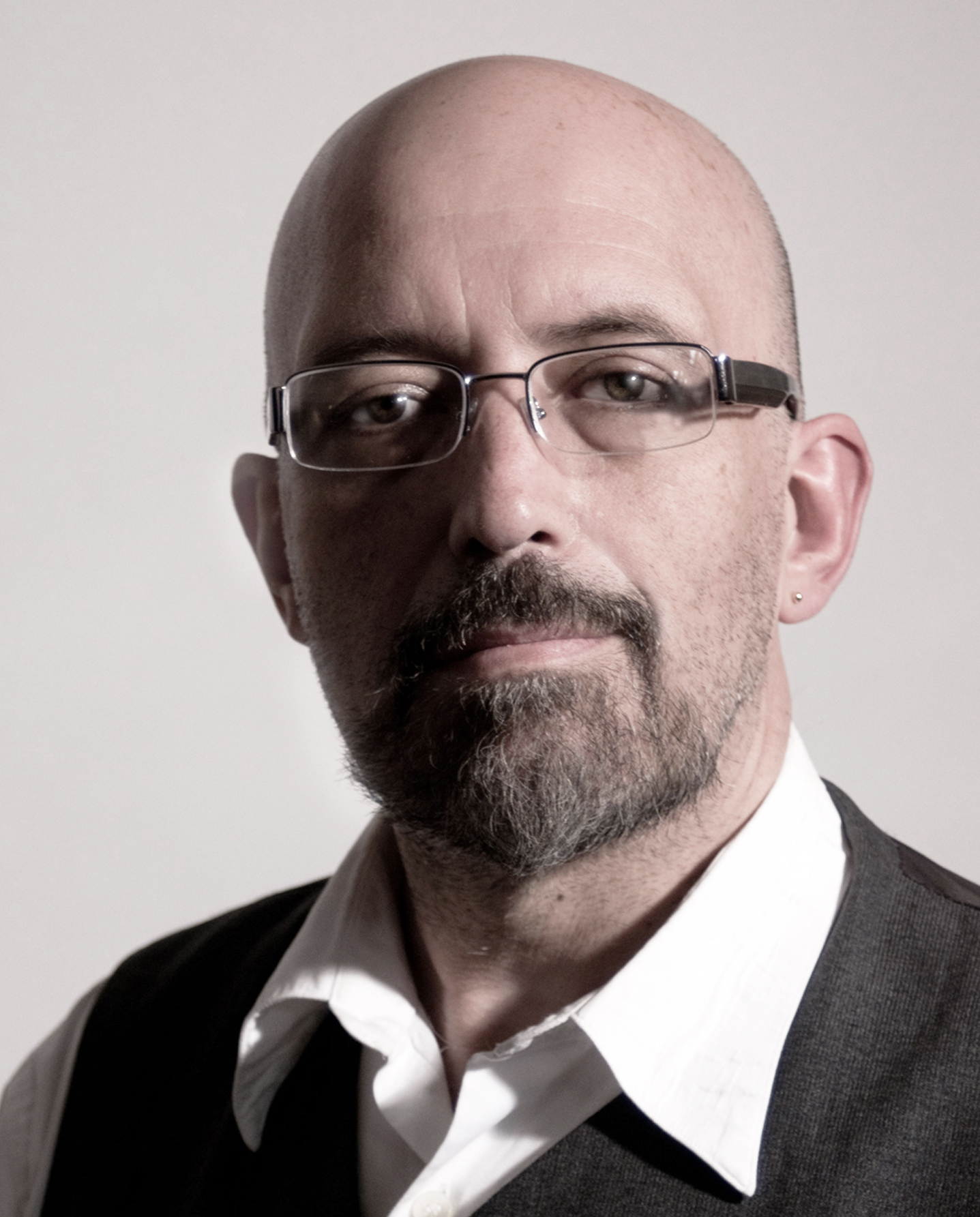
F. G. Haghenbeck (2014)

Diablero basiert auf der Romanvorlage El Diablo me obligó des mexikanischen Autors Francisco Haghenbeck aus dem Jahr 2011.

## Belege
1. ↑  Gine Kreuzer: Play By Day: Serienstart von Diablero bei Netflix. serienjunkies.de, 21. Dezember 2018, abgerufen am 29. Dezember 2018.
2. ↑  Columba Vértiz de la Fuente: El actor Horacio García Rojas en la serie “Diablero”. proceso.com.mx, 21. Dezember 2018, archiviert vom Original (nicht mehr online verfügbar) am 30. Dezember 2018; abgerufen am 29. Dezember 2018.  Info: Der Archivlink wurde automatisch eingesetzt und noch nicht geprüft. Bitte prüfe Original- und Archivlink gemäß Anleitung und entferne dann diesen Hinweis.